# Pan American Association for the Advancement of Women
Pan American Association for the Advancement of Women (PAAAW), var en internationell kvinnoförening baserad i USA, grundad 1922.
PAAAW grundades under den första Pan-American Conference of Women, som hölls av League of Women Voters i Baltimore i Maryland i USA 1922.
Den grundades för att verka för samarbete mellan kvinnorörelsen i olika länder i Nord- och Latinamerika för att arbeta för kvinnors rättigheter och jämlikhet mellan könen. 
Föreningen arrangerade internationella konferenser med namnet Pan-American Conference of Women, med representanter från olika amerikanska länder. 